# Teemu Mäki

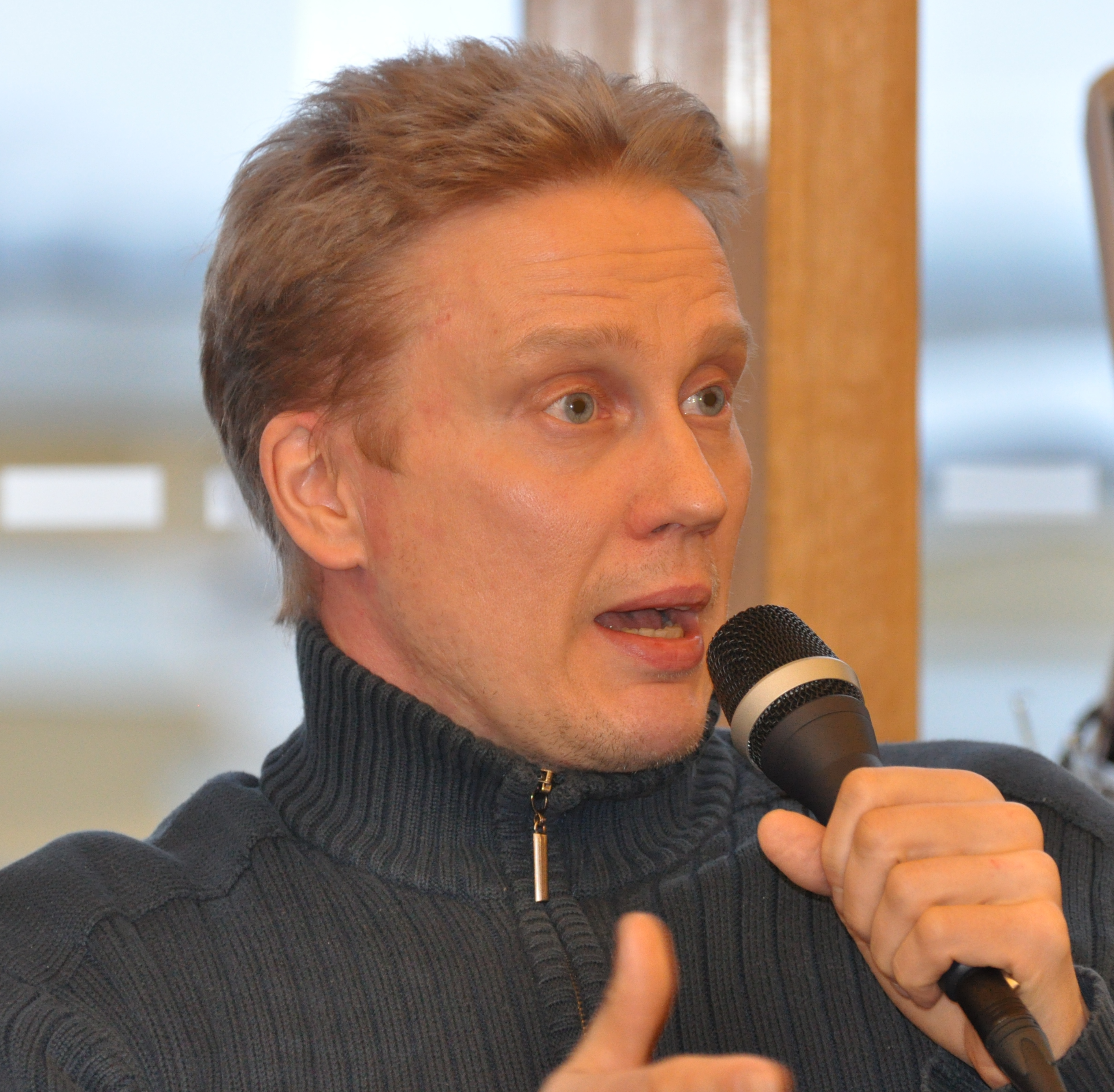
Teemu Mäki.

Teemu Tuomas Mäki, född 14 oktober 1967 i Lappo, är en finländsk konstnär. 
Mäki studerade 1986–1990 vid Bildkonstakademin och tog magisterexamen; ställde ut första gången 1991. Han är känd som en målare med grälla färger, som grafiker och videokonstnär, som med sina oupphörligt framvällande groteska bilder och videokonstverk råkat ut för skandaler, men fått stor publicitet i massmedia. I sin konst har han alltid dryftat djupa problem, hur det lönar sig att leva om det överhuvud lönar sig, etc. Hans arbeten kan bestå av hundratals delar (bilder, texter och budskap) som alla är lika viktiga och hör samman. Budskapet kan rikta sig bland annat mot konsumtionskapitalismen och globaliseringen eller dryfta relationen mellan sexualitet och våld. 
Mäki är en virtuos tecknare och har även framträtt som porträttmålare – även av många självporträtt – av mera okonventionell art. Han väckte uppseende med en video från 1988, i vilken han dräpte en katt och bötfälldes för djurplågeri. Videon förbjöds av Statens filmgranskningsnämnd. Sedan dess har han producerat tiotals videokonstverk. Museet för nutidskonst Kiasma inköpte 1994 montaget My Way av hans videor från åren 1988–1994. Han har undervisat bland annat vid Bildkonstakademin 1999–2003 och Åbo konstakademi 2002–2003.